# Rosse dwergnachtzwaluw
De rosse dwergnachtzwaluw (Aegotheles insignis) is een vogel uit de familie dwergnachtzwaluwen (Aegothelidae).

## Verspreiding en leefgebied
Deze soort is endemisch op Nieuw-Guinea.